# 胡列维茨定理
在数学中，胡列维茨定理是代数拓扑的一个基本结论。定理通过“胡列维茨同态”将同伦论与同调论联系起来，是庞加莱此前部分结论的推广。胡列维茨定理以維托爾德·胡列維茨命名。

## 定理陈述
胡列维茨定理是连接同伦群和同调群的关键一环。

### 绝对版本
对于任意空间 {\displaystyle X} 和任意正整数 {\displaystyle k}，都存在群同态（构造见本小节末尾）
{\displaystyle h_{\ast }\colon \,\pi _{k}(X)\to H_{k}(X)\,\!}
称为从 {\displaystyle k} 阶同伦群到 {\displaystyle k} 阶（整系数）同调群的胡列维茨同态。当 {\displaystyle k=1} 且 {\displaystyle X} 道路连通时，胡列维茨同态等价于标准的阿贝尔化映射
{\displaystyle h_{\ast }\colon \,\pi _{1}(X)\to \pi _{1}(X)/[\pi _{1}(X),\pi _{1}(X)]\to H_{1}(X).\,\!}
胡列维茨定理声明，若 {\displaystyle X} 是(n -1)-连通空间，那么对于所有 {\displaystyle k\leq n}，胡列维茨同态都是群同构（当 {\displaystyle n\geq 2}）或阿贝尔化（当 {\displaystyle n=1}）。特别地，定理说明第一同伦群（即基本群）的阿贝尔化同构于第一同调群：
{\displaystyle H_{1}(X)\cong \pi _{1}(X)/[\pi _{1}(X),\pi _{1}(X)].\,\!}
因此，如果 {\displaystyle X} 道路连通且 {\displaystyle \pi _{1}(X)} 是完美群，那么 {\displaystyle X} 的第一同调群为零。
此外，当 {\displaystyle X} 是(n -1)-连通时（{\displaystyle n\geq 2}），胡列维茨同态 {\displaystyle \pi _{n+1}(X)\to H_{n+1}(X)} 都是满同态（满射）。
胡列维茨同态由如下方式给定：设 {\displaystyle u_{n}\in H_{n}(S^{n})} 为标准生成元，那么胡列维茨映射将同伦类 {\displaystyle f\in \pi _{n}(X)} 映射到 {\displaystyle f_{*}(u_{n})\in H_{n}(X)}。

### 单纯集合版本
拓扑空间的胡列维茨定理对于n-连通、满足阚条件的单纯集合也有对应陈述。

### 有理胡列维茨定理
设 {\displaystyle X} 为单连通拓扑空间，并对于所有 {\displaystyle i\leq r} 满足 {\displaystyle \pi _{i}(X)\otimes \mathbb {Q} =0}。那么胡列维茨映射
{\displaystyle h\otimes \mathbb {Q} :\pi _{i}(X)\otimes \mathbb {Q} \longrightarrow H_{i}(X;\mathbb {Q} )}
对于 {\displaystyle 1\leq i\leq 2r} 为同构，且对于 {\displaystyle i=2r+1} 是满射。